# ونیز چان
 ونیز چان (انگلیسی: Venise Chan؛ زاده ۳۰ مهٔ ۱۹۸۹) یک تنیس‌باز اهل هنگ کنگ است.